# Нагаева, Мафтуха Гиниятовна
Нагаева Мафтуха Гиниятовна (8 марта, 1907 года, город Орск Оренбургской губернии (ныне: Оренбургская область) — 1 апреля 1995  года, Ишимбай Республики Башкортостан) — советский педагог. Учитель, директор средней школы № 3 города Ишимбай (1942—1949). Депутат Ишимбайского городского совета (1970, 1972). Кавалер ордена Трудового Красного Знамени (1945). Заслуженный учитель РСФСР (1944).

## Биография
Родилась в городе Орске Оренбургской области. В годы учёбы в школе активно участвовала в общественной жизни. В 1925—1926 годах в городе Орске в уездном комитете комсомола инструктором работал Муса Джалиль, и по комсомольским делам Мафтуха Гиниятовна общалась с молодым поэтом.
В 1934 году окончила Оренбургский башкирский педагогический техникум.
В 1927—1936 годах работала учительницей в школах Зилаирского, Баймакского районов (с перерывами из-за материальных трудностей).
В 1936—1942 годах была учительницей математики средней школы № 1 города Ишимбая.
В начале Великой Отечественной войны почти все мужчины- учителя ушли на фронт, и в июне 1942 года М. Г.Нагаева была назначена директором средней школы № 3 . В 1942—1949 годы работала директором школы, в которой, в основном, учились дети из ближайших посёлков и 16 деревень. Ослабленные постоянным недоеданием дети не могли самостоятельно добираться до города, и Мафтуха Гиниятовна договаривалась с руководителями предприятий о подвозе учащихся из деревень.
В здании школы располагался госпиталь- учителя и учащиеся помогали сотрудникам госпиталя ухаживать за ранеными, стирали белье, бинты. У многих детей не было одежды и обуви — из остатков одежды раненых учителя шили одежду для учащихся школы, чинили обувь.
Необходимо было наладить работу школьной столовой, чтобы кормить полуголодных детей. Мафтуха Гиниятовна добивается выделения 3 га земли на берегу реки Тайрук для проведения опытов с различными сельскохозяйствнными культурами под руководством учителя биологии Хакбердина Хусаина Габбасовича, выращивания овощей для столовой.
Нужно было поддерживать моральный дух народа. Учителя школы организовывали собрания с родителями, ставили концерты. Директор школы сама хорошо играла на скрипке. Учёба в старших классах была платной, чтобы старшеклассники не бросали учёбу, директор и учителя сами вносили плату за тех, у кого не было денег.
В 1949—1958 годах М. Г. Нагаева продолжала работать в той же школе учительницей математики.
В 1958 году в городе Ишимбае была открыта школа -интернат № 1 для сирот и детей из многодетных семей. Директором школы был назначен Максютов Лябиб Абдуллович, а старшим воспитателем была назначена Нагаева Мафтуха Гиниятовна.
В 1958—1962 годах М. Г. Нагаева работала старшим воспитателем школы-интерната № 1 города Ишимбая (ныне: Башкирский кадетский корпус ПФО им. А. В. Достовалова).
Педагогический стаж Мафтухи Гиниятовны составляет 46 лет. Её самоотверженный труд отмечен многими государственными наградами. Жители города Ишимбая бережно хранят память о М. Г. Нагаевой.

## Награды
- Орден Трудового Красного Знамени (1945, март)
- Медаль «За трудовую доблесть» (1949 , апрель)
- Четыре юбилейных медали.

## Почётные звания
- Заслуженный учитель РСФСР (1944)

## Память
- В честь 100-летия Мафтухи Гиниятовны Нагаевой в Башкирской гимназии-интернате № 2 имения Ахметзаки Валиди города Ишимбая была открыта памятная доска.